# Hormigas (álbum)
Hormigas es el quinto álbum de estudio de la banda argentina de rock Árbol, lanzado el 1 de octubre de 2007. Este fue el primer disco de la banda desde la partida de Eduardo Schmidt y sin la producción de Gustavo Santaolalla.

## Lista de canciones
| N.º | Título            | Letras                                | Música                                             | Duración |  |
| 1.  | «Soy vos»         | Sebastián Bianchini                   | Sebastián Bianchini                                | 3:09     |  |
| 2.  | «No me ofendas»   | Hernán Bruckner · Sebastián Bianchini | Sebastián Bianchini                                | 3:07     |  |
| 3.  | «Palabras»        | Árbol                                 | Árbol                                              | 2:35     |  |
| 4.  | «Memoria»         | Sebastián Bianchini                   | Sebastián Bianchini                                | 2:57     |  |
| 5.  | «Campo sin fin»   | Hernán Bruckner                       | Hernán Bruckner · Sebastián Bianchini              | 4:19     |  |
| 6.  | «Revoloteando»    | Sebastián Bianchini                   | Árbol                                              | 3:57     |  |
| 7.  | «Plata»           | Sebastián Bianchini                   | Sebastián Bianchini                                | 2:11     |  |
| 8.  | «Adentro del mar» | Sebastián Bianchini                   | Sebastián Bianchini                                | 2:56     |  |
| 9.  | «Mirá vos»        | Sebastián Bianchini                   | Sebastián Bianchini                                | 3:43     |  |
| 10. | «Tiquitiquitiqui» | Árbol                                 | Árbol                                              | 1:28     |  |
| 11. | «Sobrinos»        | Sebastián Bianchini                   | Sebastián Bianchini                                | 5:00     |  |
| 12. | «Paloma»          | Hernán Bruckner                       | Pablo Romero · Martín Millán                       | 3:50     |  |
| 13. | «Ronca»           | Sebastián Bianchini                   | Pablo Romero · Martín Millán · Sebastián Bianchini | 3:44     |  |
| 14. | «La mudanza»      | Hernán Bruckner                       | Pablo Romero · Hernán Bruckner · Martín Millán     | 4:42     |  |

- Datos: Q5902171